# Sangharakshita

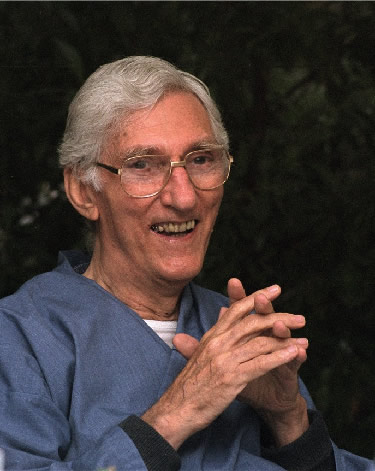
Sangharakshita

Sangharakshita (Tooting (Londen), 26 augustus 1925 — Hereford (Herefordshire), 30 oktober 2018) was een boeddhistisch leraar en schrijver met de Britse nationaliteit. Zijn werkelijke naam was Dennis Philip Edward Lingwood. 
Hij stichtte in 1967 de Triratna Boeddhistische Beweging (in het Engels Friends of the Western Buddhist Order, of FWBO) en publiceerde diverse boeken.